# Oliva Guerra
Oliva Correia de Almada Meneses Guerra OSE • ComIP, mais conhecida por Oliva Guerra (São Pedro de Penaferrim, 18 de maio de 1891 - 22 de julho de 1982) foi uma poetisa, musicóloga, pianista, tradutora, professora e cronista portuguesa.  

## Biografia
Filha de Constâncio Alfredo de Almada Meneses Guerra e Antónia Augusta Correia. Foi formada musicalmente pela mão de António Eduardo da Costa Reis, Vianna da Motta e Alexandre Rey Colaço. Começa a publicar registos de conferências a partir de 1919, com Os Grandes Mestres do Piano, provavelmente enquanto aluna do Conservatório Nacional.
Em 1923 tornou-se editora de A Semana Musical, um periódico especializado onde publicou a coluna Consultório Musical, que tinha por objectivo ser um guia de estilo e estética musical. Em contraponto a centralização dos conservatórios musicais em Lisboa e no Porto, esta divulgava técnicas instrumentais de piano através da resposta a perguntas de leitores. Em 1926 a coluna foi publicada como monografia, intitulada Breviário do Pianista.
Organiza em casa saraus musicais, e participa em outros, nos quais tem contacto com Elisa Baptista de Sousa Pedroso, Ema Romero da Câmara Reis e Laura Wake Marques. Tem também contacto com Florbela Espanca em 1930, por intermédio de Maria Amélia Teixeira, directora e proprietária da revista Carta da herdade. Corresponde-se com Gustavo García Saraví e convive com Olga Cadaval, Júlio Dantas e Joaquim Nunes Claro.
Escreve para o Jornal do Comércio, para o Diário de Lisboa e para o Diário Popular e para a revista O Ocidente. É também publicada na revista Portugal Feminino e no Correio da Manhã.
Está sepultada no Cemitério da Ajuda.

## Obra
- Breviário do pianista - c.1910
- Os grandes mestres do piano - c.1919[11]
- Espirituais - 1921
- Encantamento - 1926
- Breviário do Pianista - 1926
- Ritmos - 1928
- O tapete encantado: de uma lenda de Alhambra - 1928
- Ritmos - 1928
- Evocações - 1930
- Serenidade - 1933
- Poeira da vida - 1936
- Roteiro lírico de Sintra - 1940
- Fonte distante - 1944
- Vianna da Motta in Memoriam - 1952 (coordenação)
- Passos ao Longe - 1965
- À Esquina do Tempo - 1975

### Traduções
- O apóstolo, de Gerhart Hauptmann - 1945

## Prémio literário Oliva Guerra
O Prémio Literário Oliva Guerra surge em 1992 (quando se extingue o prémio literário Ferreira de Castro Oliva Guerra) como uma iniciativa da Câmara Municipal de Sintra, com o objectivo de estimular a criação poética. É atribuído anualmente a autores de portugueses ou de países de língua oficial portuguesa, cidadãos comunitários ou cidadãos estrangeiros em Portugal, por obras em português e inéditas.

## Condecorações
- Oficial da Ordem Militar de Sant'Iago da Espada (5 de outubro de 1933)[13]
- Comendadora da Ordem da Estrela da Solidariedade Italiana (30 de Julho de 1952)[14]
- Comendadora da Ordem da Instrução Pública (31 de julho de 1972)[13]